# Propiedad industrial
La propiedad industrial es la rama de la propiedad intelectual que otorga derechos de protección respecto a marcas, patentes, diseños industriales o dibujos, modelos de utilidad, nombres comerciales, indicaciones de procedencia y denominaciones de origen. Otorga dos tipos de derechos: el primero es el derecho a utilizar la invención, diseño o signo distintivo, y el segundo es el derecho a prohibir que un tercero lo haga. También se incluye dentro de estas protecciones la represión de la competencia desleal.
Los objetos de propiedad industrial consisten en signos que transmiten información, en particular a los consumidores, en relación con los productos y servicios disponibles en el mercado, por lo que su protección impide usos no autorizados de dichos signos a fin de evitar inducir a error a los consumidores.
A nivel internacional, el Convenio de París y el Acuerdo sobre Derechos de la Propiedad Intelectual relacionados con el Comercio son los dos acuerdos internacionales de mayor peso sobre la propiedad industrial. El primero de dichos tratados establece que todos los países firmantes del mismo se comprometen a adoptar legislaciones locales para la protección de la propiedad industrial, así como la creación de organismos internos que registren, promuevan y protejan las patentes.

## Historia

### Primeras patentes
Se considera que las patentes más tempranas, en la forma de reconocimientos de explotación o práctica exclusiva de nuevos procedimientos o creaciones, fueron otorgadas en Europa el siglo XIV. Se atribuyen varios posibles orígenes a las primeras patentes: la República de Florencia, la República de Venecia o bien, según algunos autores, el Reino de Inglaterra, en todos los casos las motivaciones principales parecen haber sido la introducción de "nuevas artes", la atracción de artesanos más diestros y la transferencia de tecnología a fin de poder reducir importaciones y aumentar las exportaciones de sus territorios.
Maximilian Frumkin, considera que la primera patente de invención fue otorgada en Florencia en 1421 al célebre arquitecto Filippo Brunelleschi, a quien el estado florentino otorgó un derecho exclusivo, con una duración de tres años, para construir y usar un aparato de su invención para transportar cargas pesadas sobre el Arno y otros ríos, excluyendo a cualquier otra persona de tales usos bajo de pena de quemar cualquier invención diferente a la del arquitecto en caso de contradecir la prohibición. La invención se trataba de una embarcación que tenía como fin el transporte del mármol necesario para la construcción de la cúpula de la catedral de Florencia, obra máxima de Brunelleschi. En la práctica, el bote no fue construido sino hasta 1427 y fue conocido como "Il Badalone".
Venecia, desde principios del siglo XIII, buscaba promover la atracción de artesanos a su territorio y la creación de nuevas invenciones, al tiempo que protegía celosamente sus conocimientos locales como la producción de vidrio y su coloración. En 1322 se registra un procedimiento de prueba del funcionamiento de un nuevo tipo de molino que debía hacerse ante dos hombres sabios, lo cual se asemeja al moderno procedimiento de examen de patentes. En los siguientes años y ya entrado el siglo XIV, el senado veneciano otorgó diversas licencias a artesanos foráneos para trabajar dentro su territorio o introducir sus invenciones, pero excluyéndolos de unirse al gremio correspondiente, en contraprestación, les otorgaba el derecho de oponerse a que otros ejercieran su mismo oficio (privilegi). Algunos investigadores consideran que la primera patente conocida que incluía ese "derecho de exclusión", por una temporalidad de 50 años, fue otorgada por el Gran Concilia de Venecia en 1416 a Ser Franciscus Petri, un extranjero proveniente de Rodas que presentó un aparato que convertía el algodón en fieltro.
El avance más importante en la historia de la propiedad industrial dado en la República de Venecia fue la creación del primero estatuto de patentes en el mundo emitido el 19 de marzo de 1474, el cual obligaba que toda nueva creación realizada dentro de la ciudad fuera registrada ante los Provveditori di Comun, una oficina gubernamental anteriormente encargada de regular a los gremios; prohibía, por diez años, la imitación o la elaboración de una creación semejante sin consentimiento del primer inventor, bajo la pena de pago de diez ducados y la destrucción inmediato de la creación similar. Dicha ley ya poseía algunos elementos de las prácticas de propiedad industrial contemporáneas: un derecho exclusivo, una temporalidad limitada, una inspección administrativa, y requerimientos de novedosidad, operabilidad y utilidad. La práctica del otorgamiento de patentes continuó en Venecia hasta el fin de la república en 1796.
En Inglaterra, desde 1326, la corona promovía la introducción de nuevas artes a su territorio. En 1331, el rey Eduardo III otorga cartas de protección a John Kempe y a su compañía de tejido flamenco. Otros monarcas otorgarían cartas parecidas concediendo monopolios temporales de uso a John Shiedame en 1440, por llevar un nuevo proceso de fabricación de sal y en 1449 a John de Utynam por el proceso de coloración del vidrio aprendido en Flandes. Sin embargo, algunos investigadores consideran que estas historias son erróneas y que en realidad las primeras patentes inglesas no fueron otorgadas sino hasta el reinado de Isabel I en el siglo XVI, como influencia de las patentes venecianas.

### Diseminación del sistema de patentes
El modelo veneciano parece haber sido el más influyente a lo largo de Europa, el cual se diseminó a través de artesanos que volvían a sus tierras natales y que habían contado con el privilegio veneciano o habían estudiado algún arte en la repùblica. No parece ser coincidencia que muchas de las primeras patentes otorgadas en otros países europeos eran para la fabricación de vidrio al estilo veneciano. Durante el siglo XVI otros países replicaron la idea de protección de nuevas invenciones y artes traídas del exterior, así el modelo de privilegios apareció en Inglaterra, Holanda, Bélgica, Francia, Alemania, Polonia y Suiza.
En el caso de Inglaterra, la hipótesis más creíble es que las primeras patentes fueron otorgadas entre 1552 y 1561. Sin embargo, la más destacable de ellas fue la otorgada en 1565 al veneciano Jacobus Acontius, quien en su carta a la reina Isabel I apelaba a la necesidad de que los inventores tuviera una devolución a su trabajo:

"Nada es más honesto que aquellos que investigando hayan descubierto cosas útiles para el público obtengan algún fruto de sus derechos y trabajos, ya que mientras abandonan toda otra forma de ganancia, gastan mucho en experimentos y a menudo sufren muchas pérdidas, como me ha sucedido a mí. [...]"

Junto con esta reflexión pedía la prohibición al estilo veneciano de cualquier uso no autorizado por él de sus invenciones. Sin embargo, esta exhortación invoca por primera vez algo como un derecho natural y el trabajo del inventor para justificar una patente. La respuesta de la reina Isabel hizo a tal exhortación en los siguientes términos:

"It is right that inventors should be rewarded and protected against others making profit out of their discoveries. [...]"
"Es correcto que los inventores deban ser recompensados y protegidos en contra de que otros generen ganancias de sus descubrimientos. [...]"

## Derechos
El derecho de prohibir (Ius prohibendi) es la parte más destacada de la propiedad industrial y permite al titular del derecho el solicitar el pago de una licencia, también llamada regalía o royalty. Posee límites temporales, pues casi todos los derechos de propiedad industrial tienen una duración máxima, y territoriales pues solo tienen validez en el territorio donde se han concedido (normalmente, pero no exclusivamente, un país)
Otros límites al derecho de prohibir son el agotamiento del derecho, por el cual una vez comercializado con permiso del titular o habiendo cobrado la indemnización no se puede impedir la posterior venta; el uso con fines experimentales y no comerciales, la entrada temporal en el país de un medio de locomoción matriculado en el extranjero, etc.

## Patentes
Una patente, a veces referida como patente de invención, es la protección otorga un estado a invenciones técnicas, concediendo a su titular el derecho a impedir que terceros exploten por medios comerciales la invención durante un plazo limitado. Así, las patentes son monopolios de explotación sobre una idea otorgados a una persona que ha creado una invención con carácter novedoso y con un potencial provecho industrial. También se denomina patente al documento otorgado por la autoridad de propiedad industrial de un país en reconocimiento a dichos derechos y tras agotarse el procedimiento de registro de patente conforme a la legislación local.

### Requisitos de patentabilidad
Para que una invención sea patentable, las diversas leyes de propiedad industrial requieren que posea algunos requisitos o condiciones de patentabilidad, que, aún cuando varían de una legislación a otra, de ordinario se solicita que reúna las siguientes:
- Materia patentable: Cada normativa local determina lo que es posible patentar y lo que no, de ahí que será materia patentable aquello que se permita en dicho estado. En algunas legislaciones, por ejemplo, no es posible patentar  teorías científicas, los métodos matemáticos, las variedades vegetales y animales y los descubrimientos de sustancias naturales, etc. También es común que se incluya como no patentable aquellas invenciones contrarias al orden público, las buenas costumbres y la salud pública.[15]
- Aplicación industrial o utilidad: La invención debe tener utilidad práctica o ser susceptible de aplicación industrial.[15]
- Novedad: En la invención debe poseer una nueva característica hasta el momento no conocida en el cuerpo de conocimientos (estado de la técnica) en el campo técnico de que se trate.[15]El estado de la técnica está constituido por todo el cuerpo de información accesible públicamente antes de la fecha de presentación de la solicitud de la patente, local o internacionalmente, ya sea mediante una descripción escrita u oral, por una utilización o cualquier otro medio.[16]
- Actividad inventiva (No evidencia): La actividad inventiva se ha entendido como algo que no pueda ser deducido por una persona con conocimientos generales en el campo técnico de que se trate.[15]
- Divulgación de la invención: La invención debe divulgarse de manera clara y completa en la solicitud para que una persona experta en el campo de la tecnología en cuestión pueda reproducirla o llevarla a cabo.[15]

Lo más común es que los requisitos de novedad y actividad inventiva deben cumplirse en una fecha determinada la cual, de ordinario, se corresponde con la fecha de presentación de la solicitud de la patente. Una excepción a esto se encuentra en el llamado derecho de prioridad contemplado en el Convenio de París, que establece que la patente registrada en un país miembro del convenio otorga prioridad de registro en otros estados siempre y cuando se haga dentro de los 12 meses posteriores. Así, en estos casos la novedad y actividad inventiva se cumplen en la fecha del primer registro pero no en las subsecuentes patentes en otros estados sin que ello las invalide, creando una excepción a estos requisitos.

## Modelos de utilidad
Los modelos de utilidad son semejantes a las patentes y se otorgan para la protección de invenciones menores con una complejidad técnica limitada o cuya comercialización será de menos duración que una patente, de ahí que el procedimiento para obtener esta protección será menos complejo que el de una patente.
De ordinario, los requisitos de patentabilidad de los modelos de utilidad se limitan a los de novedad y actividad inventiva, aunque este último con menos rigurosidad. En la práctica, esta protección se otorga a innovaciones que aportan mejoras y que no necesariamente reúnen los criterios de patentabilidad de una invención mayor.En consecuencia, los términos de protección de un modelo de utilidad suelen ser menores a los de una patente.
Los modelos de utilidad se contemplan en alrededor de 50 legislaciones de propiedad industrial del mundo y en dos acuerdos regionales de África: la Organización Regional Africana de la Propiedad Intelectual (ARIPO) y la Organización Africana de la Propiedad Intelectual (OAPI). Australia y Malasia poseen figuras jurídicas semejantes al modelo de utilidad denominadas: patentes de innovación o innovaciones de utilidad.La Unión Europea no posee una protección internacional para los modelos de utilidad, pero algunos de sus países miembros sí reconocen tal protección a nivel nacional, como es el caso de España. Por su parte, casi todas las legislaciones locales de Latinoamérica poseen esta figura, en donde si bien el promedio de protección promedio es de 10 años, los términos oscilan desde 5 años, como en el caso de Venezuela, hasta un máximo de 15 como en el caso de Honduras, Brasil o México.

## Diseños industriales
El diseño industrial de un producto se refiere a aspectos ornamentales y estéticos de un artículo, incluidas las composiciones de líneas o colores en formas tridimensionales que otorgan una apariencia especial a un producto u obra de artesanía.